# Drin
Drin (alb. Drini, serb. Дрим – Drim) – rzeka w północnej Albanii, w zlewisku Morza Adriatyckiego. Długość – 285 km, powierzchnia zlewni – 11 756 km², średni przepływ – 352 m³/s.
Drin powstaje z połączenia Czarnego Drinu i Białego Drinu koło miejscowości Kukës. Płynie na zachód wąską doliną u podnóży Gór Północnoalbańskich, tworząc przełomy do 1000 m głębokości. Stopniowo skręca na południowy zachód. Koło wsi Vau i Dejës wypływa na nizinę nadbrzeżną i bifurkuje. Większe i krótsze ramię, zwane Wielki Drin (Drini i Madh), koło Szkodry uchodzi do rzeki Buna. Drugie ramię, mniejsze i dłuższe, zwane Drini i Lezhës, płynie wzdłuż wybrzeża na południe i uchodzi do Zatoki Drińskiej Morza Adriatyckiego koło miasta Lezha. Bifurkacja istnieje od wielkiej powodzi w 1858.
Na Drinie istnieją trzy wielkie sztuczne zbiorniki wodne: Fierzë (największy w Albanii, 72,5 km²), Vau te Dejës (24,7 km²) i Koman (14 km²). W elektrowniach wodnych na Drinie jest produkowana większość energii elektrycznej w Albanii.